# Veselianka
Veselianka je potok na horní Oravě, na území okresu Námestovo. Jde o levostranný přítok Bílé Oravy a měří 20,5 km a je tokem IV. řádu.

## Pramen
Pramení v Oravských Beskydech na jihovýchodních svazích vrchu Pilsko (1 556,9 m n. m.) v nadmořské výšce cca 1 285 m n. m. v lokalitě Suchý potok.

## Popis toku
Od pramene teče nejprve na krátkém úseku na východ, následně se stáčí, přičemž na horním toku teče severojižním směrem. Od soutoku s pravostranným přítokem z jižního svahu Dudové se stáčí na jihovýchod, obcí Oravské Veselé na středním toku protéká opět severojižním směrem. Od soutoku s Lopatovým potokem po soutok s Poperačským potokem pokračuje na jihovýchod a vytváří několik výrazných ohybů koryta. Na dolním toku už teče opět severojižním směrem. Veselianka se vlévá do Bílé Oravy u obci Oravská Jasenica v nadmořské výšce cca 608 m n. m.